# Oxicloruro de hierro
El oxicloruro de hierro es un compuesto inorgánico de fórmula FeOCl. Este sólido púrpura adopta una estructura en capas, parecida a la del cloruro de cadmio. El material se hidroliza lentamente en aire húmedo. El sólido intercala donantes de electrones como el tetratiafulvaleno e incluso la piridina para dar lugar a sales de transferencia de carga de valencia mixta. La intercalación va acompañada de un notable aumento de la conductividad eléctrica y un cambio de color a negro.

## Producción
El FeOCl se prepara calentando óxido de hierro(III) con cloruro férrico a 370 °C (698 °F) durante varios días:
Fe2O3  +  FeCl3   →   3 FeOCl
Alternativamente, el FeOCl puede prepararse por descomposición térmica de FeCl3⋅6H2O a 220 °C (428 °F) en el transcurso de una hora:
FeCl3 ⋅ 6H2O  →    FeOCl  +  5 H2O + 2 HCl